# Grischa (Tschechow)

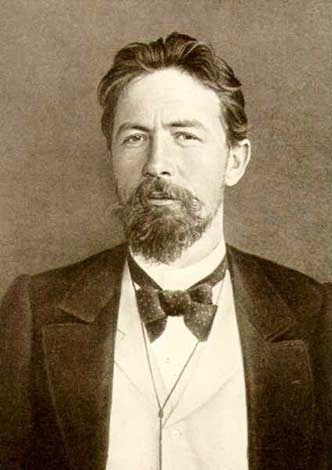
Anton Tschechow

Grischa (russisch Гриша) ist eine Kurzgeschichte des russischen Schriftstellers Anton Tschechow, die am 5. April 1886 in der Wochenzeitschrift Oskolki erschien.
Grischa – ein kugelrunder, eingemummelter Junge, der im Sommer drei Jahre alt werden wird – kommt ganz durcheinander, als ihn die Kinderfrau hinaus in die wärmende Aprilsonne fährt. Denn die Welt in seinen vier Wänden mit der Mama und der Kinderfrau darin ist übersichtlich-rechteckig. Obwohl – es gibt auch daheim eine ziemlich verwirrende rechteckige Geometrie. Gemeint ist das Arbeitszimmer des Vaters. Das darf Grischa nicht betreten. Der Vater ist zudem eine fragwürdige Figur. Papa ist zumeist abwesend. Wozu ist er überhaupt da, falls er schon einmal da ist? Noch geheimnisvoller aus dem Arsenal der Personen in der elterlichen Wohnung erscheint Grischa die Tante. Wo steckt die größtenteils? Der Junge hat bereits unterm Sofa nachgeschaut. Da war nichts zu sehen.
Allerdings ist die elterliche Wohnung insgesamt weit überschaubarer als das Treiben auf der Straße. Nur ein Beispiel: Grischa wundert sich, warum seine Kinderfrau nicht über die Gebaren der marschierenden Soldaten aufkreischt. Der Kleine marschiert hinterdrein. Die Kinderfrau hält ihn grob zurück. Ein Mann begrüßt die Kinderfrau mit Handschlag. Grischa zieht den Fremden am Rock und gibt ihm den Marschbefehl: „Gehen!“ Schließlich wird die Behausung der Köchin betreten. Der Ofen darin – „eine große schwarze Höhle“ – sieht wirklich zum Fürchten aus. Man nimmt am Tisch Platz und verweilt. Schnaps wird getrunken. Grischa möchte kosten. Als ihn die Kinderfrau aus ihrem Glas nippen lässt, bekommt der kleine Junge das große Husten. Die Erwachsenen lachen.
Abends – wieder daheim – erscheint es der Mama, als fiebere ihr Liebling. Sie verabreicht Grischa Rizinus.

## Verwendete Ausgabe
- Gerhard Dick (Hrsg.), Wolf Düwel (Hrsg.): Anton Tschechow: Gesammelte Werke in Einzelbänden: Grischa. S. 505–509 in: Gerhard Dick (Hrsg.): Anton Tschechow: Vom Regen in die Traufe. Kurzgeschichten. Aus dem Russischen übersetzt von Ada Knipper und Gerhard Dick. Mit einem Vorwort von Wolf Düwel. 630 Seiten. Rütten & Loening, Berlin 1964 (1. Aufl.)[2]